# Шейбани, Аббас
Аббас Шейбани (перс. عباس شیبانی‎, 12 ноября 1931, Тегеран — 22 декабря 2022) — иранский врач, профессор университета, консервативный и принципалистский политик. Один из основателей Движения за свободу Ирана, член городского совета Тегерана. Депутат парламента и Ассамблеи экспертов по конституции. Министр сельского хозяйства с 1979 по 1980 год и президент Тегеранского университета с 1983 по 1984 год. Был кандидатом на президентских выборах в июле 1981 и в 1989 году, заняв в обоих случаях второе место.
Шейбани умер 22 декабря 2022 года в возрасте 91 года.